# اکدر، نالیهان
اکدر، نالیهان (به لاتین: Akdere, Nallıhan) یک منطقهٔ مسکونی در ترکیه است که در استان آنکارا واقع شده‌است.